# Erik II van Denemarken
Erik II, bijgenaamd Emune (de Onvergetelijke) (ca. 1090 - 18 juli 1137) was koning van Denemarken van 1134 tot 1137.
Erik Emune was een buitenechtelijke zoon van Erik I Immergoed. Erik huwde in 1130 met Malmfrid, een dochter van grootvorst Mastislav I van Kiev en prinses Christina Ingesdotter (dochter van Inge I van Zweden en Helena). Eerder was zij getrouwd geweest met Sigurd Magnusson (de Jeruzalem-ganger) ; met hem had ze een zoon, de latere koning Sven III (enkel in Seeland). Erik II was ook een halfbroer van Knoet Lavard, de vader van de latere koning Waldemar (I).
Erik II kwam op de troon nadat hij koning Niels had verslagen in de Slag van Fodevig (Fotevik).
Erik was een harde en impopulaire heerser. Op de Urnehoved-Ding in 1137 werd hij door een lokale edelman, Sorteplov genaamd, neergestoken. Volgens een legende zou Sorteplov toestemming hebben gevraagd om Erik te mogen spreken. Hij zou op Erik toegelopen zijn met in de hand een speer waarvan de pijlpunt met een houtblok (kefli) was afgeschermd. Vermoedend, en in de hoop dat Erik onder zijn tenue geen pantserhemd (een soort veiligheidsvest) zou dragen, trapte hij de kefli van de speer en doorboorde Erik met zijn wapen. 
Erik III, een zoon van zijn zus Ragnhilde, zou de volgende koning van Denemarken worden.
Gorm · Harald I · Sven I · Harald II · Knoet II · Knoet III · Magnus I · Sven II · Harald III · Knoet IV · Olaf I · Erik I · Niels · Erik II · Erik III · Sven III · Knoet V · Waldemar I · Knoet VI · Waldemar II · Erik IV · Abel · Christoffel I · Erik V · Erik VI · Christoffel II · Waldemar III · Christoffel II · Waldemar IV · Olaf II · Margaretha I · Erik VII · Christoffel III · Christiaan I · Johan · Christiaan II · Frederik I · Christiaan III · Frederik II · Christiaan IV · Frederik III · Christiaan V · Frederik IV · Christiaan VI · Frederik V · Christiaan VII · Frederik VI · Christiaan VIII · Frederik VII · Christiaan IX · Frederik VIII · Christiaan X · Frederik IX · Margrethe II · Frederik X